# Мамін Аскар Узакпаєвич
Аскар Узакпаєвич Мамін (каз. Asqar Ūzaqbaiūly Mamin; нар. 23 жовтня 1965, Цілиноград, Казахська РСР) — казахстанський політичний діяч. Прем'єр-міністр Казахстану з 25 лютого 2019 до 5 січня 2022 року.
Перший заступник прем'єр-міністра Республіки Казахстан, обіймав посади акима Астани, а також міністра транспорту та комунікацій (2005—2006), з 25 лютого 2019 р. до 5 січня 2022 року обіймав посаду Прем'єр-міністра Казахстану. Виконував обов'язки прем'єра країни з 21 лютого.

## Життєпис
Народився 1965 року. Закінчив Целиноградський інженерно-будівельний інститут, Російську економічну академію ім. Плеханова за спеціальністю інженер-будівельник, економіст. Походить з роду канжигали племені аргин.
Трудову діяльність почав монтажником тресту «Целинтяжстрой». З 1996 до 2008 — перший заступник акима міста Астана, віцеміністр транспорту і комунікацій, перший віцеміністр індустрії і торгівлі, міністр транспорту і комунікацій Казахстану, аким Астани.
З квітня 2008 — 9 вересня 2016 — Президент АО "НК «Қазақстан Темір Жолы». З вересня 2016 року голова ради директорів Казахської залізниці.
9 вересня 2016 — перший заступник прем'єр-міністра Казахстану в уряді Бакитжана Сагінтаєва.
8 січня 2018 — як перший заступник прем'єр-міністра ввійшов до ради директорів національної компанії Kazakh Tourism.
21 лютого 2019 року призначений виконувачем обов'язків прем'єр-міністра Казахстану.
25 лютого 2019 року призначений на посаду прем'єр-міністра Казахстану. Пішов у відставку 5 січня 2022 року в зв'язку з масовими протестами у Казахстані.

## Нагороди
| Країна    | Дата | Нагорода                                                                           | Нагорода                                                                           |
| --------- | ---- | ---------------------------------------------------------------------------------- | ---------------------------------------------------------------------------------- |
| Казахстан | 1998 | Медаль «Ерен загиніңбегі үшін»                                                     | Медаль «Ерен загиніңбегі үшін»                                                     |
| Казахстан | 2006 | Кавалер ордена Курмет                                                              | Кавалер ордена Курмет                                                              |
| Казахстан | 2008 | Ювілейна медаль «10 років Астане»                                                  | Ювілейна медаль «10 років Астане»                                                  |
| Казахстан | 2011 | Кавалер ордена Барыс 2 ступеня                                                     | Кавалер ордена Барыс 2 ступеня                                                     |
| Казахстан | 2011 | Почесний громадянин міста Астана                                                   | Почесний громадянин міста Астана                                                   |
| Казахстан | 2012 | Почесний залізничник                                                               | Почесний залізничник                                                               |
| Казахстан | 2013 | Почесний будівельник Казахстану[недоступне посилання]                              | Почесний будівельник Казахстану[недоступне посилання]                              |
| Казахстан | 2018 | Ювілейна медаль «20 років Астані» [Архівовано 9 листопада 2021 у Wayback Machine.] | Ювілейна медаль «20 років Астані» [Архівовано 9 листопада 2021 у Wayback Machine.] |

### Нагороди іноземних держав
| Країна     | Дата вручення | Нагорода                                             | Нагорода                                             | Літери |
| ---------- | ------------- | ---------------------------------------------------- | ---------------------------------------------------- | ------ |
| Франція    | 2013          | Кавалер ордену Почесного легіону                     | Кавалер ордену Почесного легіону                     |        |
| Латвія     | 2013          | Гранд-офіцер Хресту Визнання                         | Гранд-офіцер Хресту Визнання                         |        |
| Іспанія    | 2014          | Кавалер Великого хреста ордена «За цивільні заслуги» | Кавалер Великого хреста ордена «За цивільні заслуги» |        |
| Узбекистан | 2017          | Кавалер ордена Дружби                                | Кавалер ордена Дружби                                |        |

### Нагороди іноземних організацій
| Країна | Дата вручення | Нагорода                                                                 | Нагорода                                                                 | Літери |
| ------ | ------------- | ------------------------------------------------------------------------ | ------------------------------------------------------------------------ | ------ |
| РПЦ    | 2010          | Кавалер ордену Святого Благовірного Князя Даниїла Московського 3 ступеня | Кавалер ордену Святого Благовірного Князя Даниїла Московського 3 ступеня |        |